# 多施塔特
多施塔特是德国下萨克森州的一个市镇。总面积10.36平方公里，总人口668人，其中男性327人，女性341人（2011年12月31日），人口密度64人/平方公里。